# Богданка
Богда́нка — село в Україні, у Шосткинській міській громаді Шосткинського району Сумської області. Населення становить 234 осіб.

## Географія
Село Богданка розташоване на лівому березі річки Шостка, вище за течією на відстані 5 км розташоване місто Шостка, нижче за течією на відстані 1,5 км — село Богданівка, на протилежному березі — село Красулине (ліквідоване в 2007 році). По селу протікає пересихаючий струмок із загатами. Поруч проходить автомобільна дорога Т 2502 (Р65) і залізниця, станція Богданка за 0,5 км.

## Символіка
На гербі зображені перо і рукопис книги, що символізує видатного педагога Костянтина Ушинського, який деякий час жив і працював у селі. Внизу зображені дубова і хвойна гілочки що представляє Ушинський  і Богданівський заказники. Малиновий колір символізує що Костянтин Ушинський належить до шляхетного козацького роду, а те що колір цей залазить на інші вказує на вплив роботи метра педагогіки на сусідні села, синій - річка Шостка, зелений - ліси.

## Об'єкти соціальної сфери
- Школа не працює. На місці школи був музей, який також вже не працює.

## Природа
Неподалік від села розташовані Ушинський лісовий заказник і Богданівський лісовий заказник.

## Пам'ятки
- Музей і пам'ятник Ушинському.

## Населення
Згідно з переписом УРСР 1989 року, чисельність наявного населення села становила 247 осіб, з яких 118 чоловіків та 129 жінок.
За переписом населення України 2001 року, в селі мешкали 234 особи.

### Мова
Розподіл населення за рідною мовою за даними перепису 2001 року:
| Мова       | Відсоток |
| ---------- | -------- |
| українська | 97,86 %  |
| російська  | 1,71 %   |
| молдовська | 0,43 %   |

## Відомі люди
- У Богданці проживав Ушинський Костянтин Дмитрович (1824–1871) — український та російський педагог українського походження, один із засновників педагогічної науки в Російській імперії.